# Похід проти чукчів 1702 року
Похід Олексія Чудінова на чукчів — військова експедиція козаків і союзних Росії юкагирів і коряків проти чукчів у квітні — червні 1702 з метою упокорити тубільців. Московити завдали чукчам значні втрати, але серйозних стратегічних успіхів не досягли і під натиском захисників були змушені відступити із чукотських територій. Похід тривав вісім тижнів.

## Військова експедиція
Бажання росіян примусити чукчів сплачувати ясак призвело до російсько-чукотських воєн. Чукчі все частіше стали вбивати збирачів данини і здійснювати набіги на недавно підкорених росіянами юкагирів. Завойовники організували проти них кілька невдалих експедицій.
1702 року анадирський прикажчик Григорій Чернишевський спорядив для упокорення чукчів новий загін з 24 російських вояків і 110 юкагирів і коряків на чолі з козаком Олексієм Чудіновим.
Козаки зажадали від чукчів сплатити ясак. Після того, як вони відмовилися, атакували їх і знищили поселення. Козаки розорили 13 юрт і вбили 10 чоловіків, а їхніх дружин і дітей взяли в полон. Проте чукчі воліли радше померти, ніж бути у полоні, що вважалось ганьбою. Полонені жінки і діти скоїли самогубство. Водночас деяким полоненим вдалося втекти і вони сповістили інші стійбища.
Дізнавшись про напад чукчі зібрали великі сили і самі атакували ворога. Однак козаки Чудінова відбили атаку загону, який складався із 300 чукчів.
Наступного дня чукчі знову атакували завойовників переважними силами. Після бою, що тривав цілий день, росіяни і юкагири відступили. Згодом завойовники спорудили польове укріплення й тримали оборону протягом п'яти діб. Зрештою, обложені зрозуміли, що перебувають у вкрай невигідному становищі, і змушені були втекти до Анадира.

## Наслідки
Попри понесені втрати чукчі фактично одержали перемогу над завойовниками. Автохтони не прийняли російське підданство і не стали платити ясак, водночас не припинили набіги на юкагирів і коряків. Уперше в історії завоювання Сибіру росіяни наразились на такий опір з боку місцевого населення.
Чукчі виявились вправними воїнами. У ході боїв вони проявили злагодженість між різними родами. Після розгрому одного стійбища вони швидко й оперативно мобілізували боєздатне військо в інших місцях.